# 1938年の日本公開映画
- 映画 > 映画の一覧 > 年度別日本公開映画 > 1938年の日本公開映画
- 映画 > 1938年の映画 > 1938年の日本公開映画

1938年の日本公開映画（1938ねんのにほんこうかいえいが）では、1938年（昭和13年）1月1日から同年12月31日までに日本で商業公開された映画の一覧を記載。作品名の右の丸括弧内は製作国を示す。
記載の凡例については年度別日本公開映画#凡例を参照

## 作品一覧

### 1月
- 赤ちゃん（フランス） - キネマ旬報ベストテン外国映画6位
- 踊る不夜城（アメリカ）
- 大学祭り（アメリカ）
- 姫君御満足（アメリカ）
- 街は春風（アメリカ）
- 鎧なき騎士（イギリス） - キネマ旬報ベストテン外国映画7位
- 7日
  - 五人の斥候兵（日本） - キネマ旬報ベストテン1位
- 14日
  - 静御前（日本）
  - 花束の夢（日本）
- 21日
  - 新家庭暦（日本）

### 2月
- 拾三番目の椅子（アメリカ）
- 膝にバンジョー（アメリカ）
- ひめごと（ドイツ）
- 緋文字（アメリカ）
- 1日
  - 上海（日本） - キネマ旬報ベストテン4位
- 9日
  - モダン・タイムス（アメリカ） - キネマ旬報ベストテン外国映画4位
- 17日
  - 風の女王（日本）

### 3月
- 愛国の騎士（ドイツ）
- 或る映画監督の一生（フランス）
- 或る女（アメリカ）
- 戦友（アメリカ）
- 奴隷船（アメリカ）
- 北京の嵐（ドイツ）
- マルクス一番乗り（アメリカ）
- 夜は必ず来る（アメリカ）
- 1日
  - 阿部一族（日本） - キネマ旬報ベストテン7位
- 10日
  - 間諜最後の日（イギリス）
- 17日
  - 泣虫小僧（日本） - キネマ旬報ベストテン7位
- 31日
  - 忠臣蔵（日本）
  - 東洋平和の道（日本）

### 4月
- 暁の翼（イギリス）
- 木に攀（のぼ）る女（アメリカ）
- 十三日の金曜日（イギリス）
- スタア誕生（アメリカ） - キネマ旬報ベストテン外国映画5位
- 花嫁は紅衣装（アメリカ）
- ワルツの季節（ドイツ）
- 1日
  - 出発（日本）
- 14日
  - 母の魂（日本）
- 20日
  - 新婚道中記（アメリカ） - キネマ旬報ベストテン外国映画8位

### 5月
- 月光の曲（イギリス）
- 結婚十字路（アメリカ）
- ジェニイの家（フランス） - キネマ旬報ベストテン外国映画3位
- 大自然の凱歌（アメリカ）
- 南海征服（アメリカ）
- 誘拐者（アメリカ）
- 恋愛合戦（アメリカ）
- 1日
  - 藤十郎の恋（日本）
- 12日
  - 男の魂（日本）
- 18日
  - 太陽の子（日本） - キネマ旬報ベストテン10位

### 6月
- 歌ふ密使（アメリカ）
- 月光の曲（イギリス）
- 恋の挽歌（アメリカ）
- 氷上乱舞（アメリカ）
- 舞踏会の手帖（フランス） - キネマ旬報ベストテン外国映画1位
- 嗤ふ仮面（イタリア）
- 9日
  - 愛より愛へ（日本）
- 11日
  - 田園交響楽（日本）
- 15日
  - 人妻真珠（日本）
  - 花ちりぬ（日本）
- 21日
  - エノケンの法界坊（日本）

### 7月
- 可愛いドリイ（桜草）（ドイツ）
- 春愁（イタリア）
- 1日
  - 人生劇場　残侠篇（日本）
  - 母と子（日本） - キネマ旬報ベストテン3位
- 7日
  - 按摩と女（日本）
- 13日
  - 金毘羅代参 森の石松（日本）
- 31日
  - 髑髏銭 前篇（日本）

### 8月
- アルプス槍騎兵（ドイツ）
- 艦隊歓迎（イギリス）
- 乞食学生（ドイツ）
- 囁きの木陰（ドイツ）
- シピオネ（イタリア）
- 証人席（アメリカ）
- 聯隊の花嫁（ドイツ）
- 10日
  - 髑髏銭 後篇（日本）
- 11日
  - 水戸黄門漫遊記 東海道の巻（日本）
- 20日
  - 軍國女學生（日本）
- 21日
  - 綴方教室（日本） - キネマ旬報ベストテン5位

### 9月
- 第九交響楽（ドイツ）
- 紅薔薇行進曲（アメリカ）
- 15日
  - 愛染かつら（日本）
- 17日
  - 清水の次郎長（日本）
- 18日
  - 水戸黄門漫遊記 日本晴れの巻（日本）
- 21日
  - 路傍の石（日本） - キネマ旬報ベストテン2位
- 29日
  - 家庭日記（日本　松竹）
  - 鶴八鶴次郎（日本）

### 10月
- モスコーの夜は更けて（ドイツ）
- レ・ミゼラブル（ジャン・バルジャン）（フランス） - キネマ旬報ベストテン外国映画10位
- 6日
  - ああ故郷（日本） - キネマ旬報ベストテン9位
- 13日
  - 続水戸黄門廻国記（日本）

### 11月
- 天晴れ着陸（アメリカ）
- 踊る騎士（アメリカ）
- 新天地（アメリカ） - キネマ旬報ベストテン外国映画9位
- 陽気な姫君（アメリカ）
- レ・ミゼラブル（コゼットの恋）（フランス）
- 9日
  - 鶯（日本） - キネマ旬報ベストテン6位
- 17日
  - 亜細亜の娘（日本）
- 30日
  - チョコレートと兵隊（日本）

### 12月
- アヴェ・マリア（アメリカ）
- ステラ・ダラス（アメリカ）
- 椿姫（中国）
- テスト・パイロット（アメリカ）
- ハリケーン（アメリカ）
- ラヂオの歌姫（アメリカ）
- レ・ミゼラブル（青年マリウス）（フランス）
- ロイドのエジプト博士（アメリカ）
- 1日
  - 日本人 明治篇・昭和篇（日本）
  - 弥次㐂夛道中記（日本）
- 29日
  - エノケンのびっくり人生（日本）